# منجم ظلم
منجم ظلم هو ثاني منجم بعد منجم مهد الذهب حيث تؤكد إحصائيات وزارة الثروة المعدنية لعام 1999 ان احتياطي الذهب في منجم ظلم يقدر بحوالى 7.7 ملايين طن من ذهب، إضافة إلى معادن أخرى تتجاوز استثماراتها 9 مليارات ريال.
إلا أن المنجم أغلق وطمر. أصبح ذهب ظلم مدفونا تحت أنقاض المنجم القديم بمثابة كنز نفيس ينتظر الحفر مجدداً، ومع ذلك يكفي منجم ظلم شهرة بأنه كان أساسا لمدينة أصبحت من أهم المدن الواقعة على طريق الطائف – الرياض السريع والنقطة الفاصلة بين الغربية والوسطى.